# Hylaeus rawi
Hylaeus rawi är en biart som beskrevs av Roy R. Snelling 1982. Hylaeus rawi ingår i släktet citronbin, och familjen korttungebin. Inga underarter finns listade i Catalogue of Life.